# 熊谷正行
熊谷 正行（くまがい まさゆき、1969年7月18日 - ）は、日本の男性声優。千葉県出身。TABプロダクション所属。

## 略歴
1992年、アニメディア・アニメV主催の「DRACON’92」で準グランプリを獲得している。
以前は81プロデュースに所属していた

## 人物
趣味は釣り、野球、マラソン。

## 出演

### テレビアニメ
時期不明
- ペンダント
- LAND LOCK

1995年
- ヤンボウ ニンボウ トンボウ（盗賊）

1996年
- 爆走兄弟レッツ&ゴー!!（子供C）

1998年
- 彼氏彼女の事情（先生B）
- それいけ!アンパンマン（ギョギョーン）
- 太陽の子エステバン（BS版）

1999年
- KAIKANフレーズ（店員、舞台監督）
- 鋼鉄天使くるみ（運転手、町の人々）
- ゾイド -ZOIDS-（1999年 - 2000年、帝国兵士、町人）

2001年
- サラリーマン金太郎（大森剛、中沢）

2002年
- 王ドロボウJING
- キックオフ2002（ゴン）
- わがまま☆フェアリー ミルモでポン!（体育教師、漁師、ケーキ屋）
- ロックマンエグゼ（所員A）

2005年
- ぱにぽにだっしゅ!（ボーリー）

2011年
- ぬらりひょんの孫 〜千年魔京〜（京妖怪、雅次の父、火間虫入道）

### OVA
1996年
- 銀河英雄伝説
- タトゥーン★マスター

1999年
- まんがビデオ 仮面ライダー

2001年
- クールデバイス
- マリンとヤマト 不思議な日曜日（警察）

2003年
- 魔王ダンテ

### ゲーム
1996年
- ガーディアンリコール 〜守護獣召喚〜（海龍、飛龍）
- ワルキューレの伝説 外伝 ローザの冒険（船員、魔方陣の男、研究者）

1998年
- リアルバウト餓狼伝説スペシャル DOMINATED MIND（リッパー）

1999年
- シェンムー（斗牛）
- ファイヤープロレスリングG

2001年
- ファイナルファンタジーX（用心棒）

2002年
- ギャラクシーエンジェル

### ドラマCD
- 月の生まれる夜（遠藤高広）
- コンサートはお好き?
- エデンを遠く離れて
- ブランディッシュ
- 紅茶王子

### 吹き替え
- キャッツ&カンパニー（ランク）
- クラッシュダイブ（デント）
- スラム（エディ）
- 装甲救助部隊レストル（ハンスの部下、男）
- ぞうのババール（アル叔父さん、消防署長）
- タイニー・トゥーンズ
- DOUG
- 虹の戦記イリス（部下）
- HEAVEN HELP US

### ラジオドラマ
- ドラマチックな夜だから③
- ぼくのマリー　WARS!

### Webコミック
- 集英社VOMIC虹-kure-nai-
- 新訳 婚約破棄された令嬢は野獣辺境伯へ嫁ぐ！（2025年、バッセン執事、男爵B、貴族E[7]）

### テレビCM
- カルビー

### テレビ
- 生きもの地球紀行
- ためしてガッテン
- ひとりでできるもん!（押し入れ）
- 20世紀報道スペシャル よど号ハイジャック編
- 20世紀報道スペシャル 梅川事件編
- 九死に一生スペシャル 川島なお美編
- 奇跡の生還! 藤谷美紀編

### ビデオ
- カラオケ・JOYサウンド（居酒屋編）
- TAC資格取得専門学校（番宣）
- なるほどパワーステーション
- ミサワホーム

### 映画
- 特命女子アナ 並野容子2（雀荘の客）

### 歌
- ふとんペッタンたたむコツ